# August Auinger

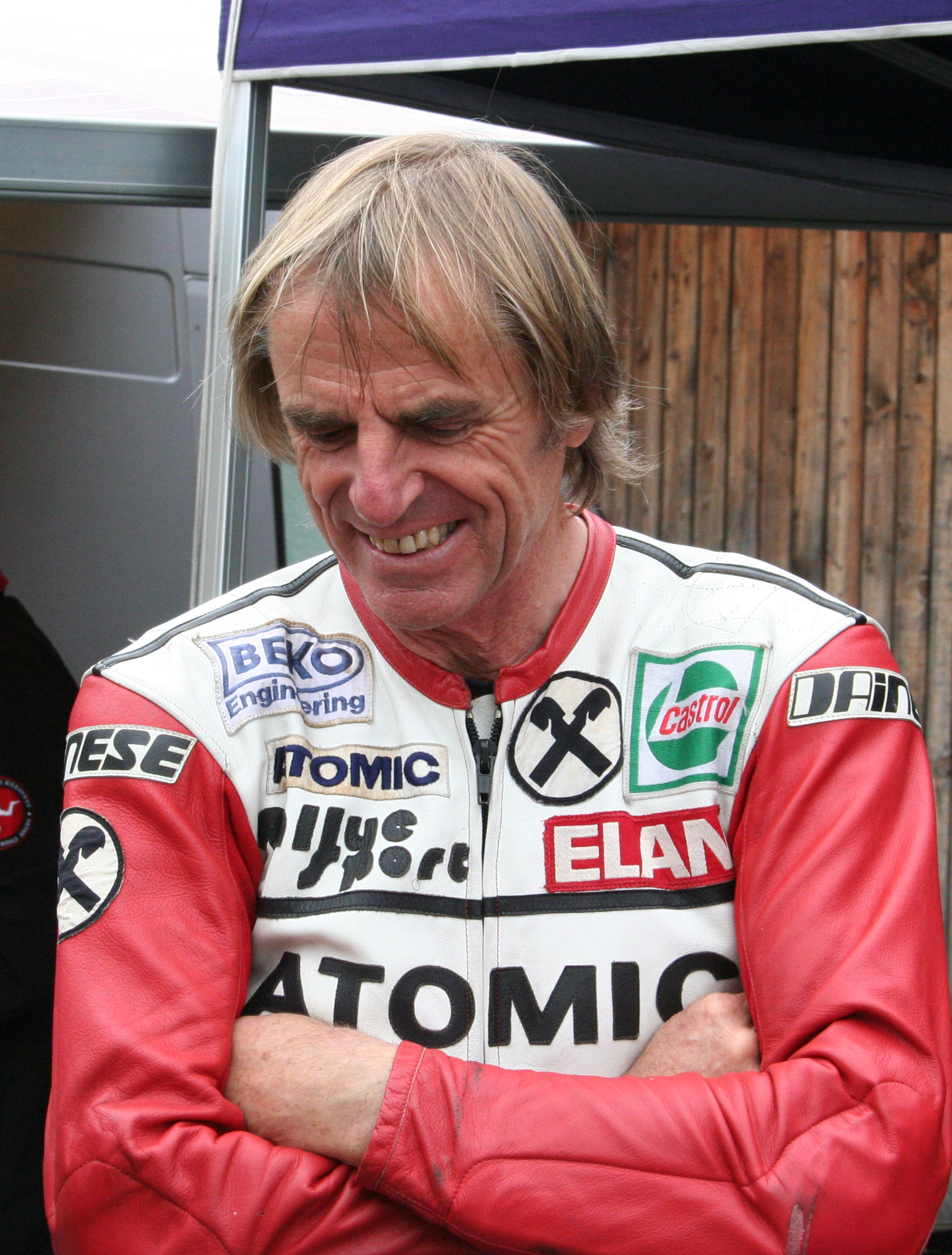
August Auinger

August Auinger, född 3 maj 1955, är en österrikisk roadracingförare som var aktiv i Roadracing-VM från 1978 till 1989. Han körde i Grand Prix-klaserna 250cc och 125cc. Auginger tog totalt fem Grand Prix-segrar, alla i 125-kubiksklassen. Den första segern kom i Västtysklands Grand Prix 1985 och den sista i San Marinos Grand Prix 1986. Auingers bästa säsong var Roadracing-VM 1985 då han slutade trea 125-klassen på en Monnet Bartol och vann tre Grand Prix.